# Alepes apercna
Alepes apercna är en fiskart som beskrevs av Grant, 1987. Alepes apercna ingår i släktet Alepes och familjen taggmakrillfiskar. Inga underarter finns listade i Catalogue of Life.

## Bildgalleri

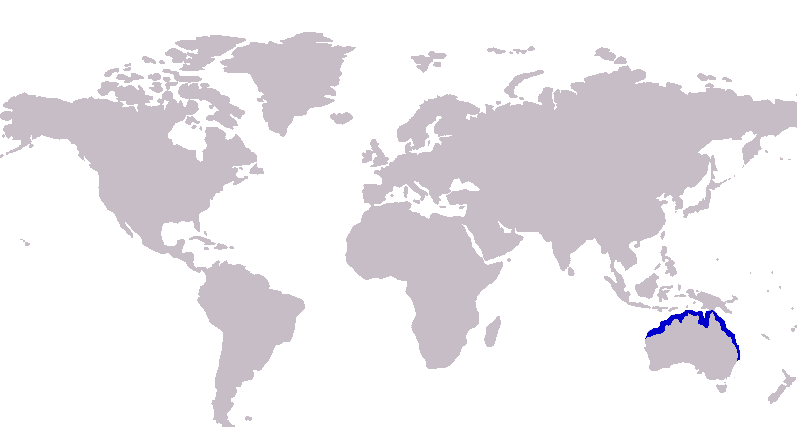